# Lleó europeu
El lleó europeu (Panthera leo europaea) és una subespècie de lleó, actualment extinta, que vivia a Europa. Aquests lleons normalment són considerats lleons asiàtics (Panthera leo persica), encara que alguns experts creuen que és una subespècie diferent: el lleó europeu (Panthera leo europaea).
Es creu que foren lleons asiàtics que visqueren a l'Europa mediterrània, però també hi ha proves que fos una subespècie originària d'Europa, ja que en els cascs de la República Romana hi havia gravats lleons sobre un escut de la ciutat de Roma, molt abans de la seva expansió pel nord d'Àfrica i als Balcans.

## Distribució i extinció
El lleó europeu visqué a la península Ibèrica, al sud de França, a Itàlia i als Balcans (on els filòsofs grecs van descriure el lleó abans de fer expedicions per l'Orient Pròxim).
El lleó europeu caçava urs, bisons europeus, ants i cérvols. El lleó europeu fou caçat fins a la seva extinció per romans, grecs i macedonis. Els últims lleons europeus visqueren a la província romana d'Acaia (Grècia), d'on van desaparèixer entre el 80 dC–100 dC.